# Panamà
El Panamà, oficialment la República de Panamá, és l'estat més meridional de l'Amèrica Central, situat a l'istme homònim que connecta els subcontinents de Nord-amèrica i Sud-amèrica i per tant, sovint és categoritzat com a estat transcontinental. Limita al nord-oest amb Costa Rica, al sud-est amb Colòmbia, al nord amb el mar Carib i al sud amb l'oceà Pacífic. Té una superfície de 75.517 km² i una població estimada de 3,3 milions d'habitants. La capital és la ciutat de Panamá.
El Panamà va ser explorat pels espanyols en el segle xvi. El 1821 va formar part de la República de la Gran Colòmbia i quan aquest es va dissoldre el 1830 va formar part de Colòmbia. Se'n va separar el 1903, amb el suport dels Estats Units i ràpidament va signar un tractat amb aquest país per permetre la construcció d'un canal entre els dos oceans i per cedir-los la sobirania dels territoris del canal, coneguts com la Zona del Canal de Panamà. La sobirania del canal va ser retornada de manera progressiva i es va completar amb la transferència de les bases militars nord-americanes el 1999.
D'acord amb la Constitució Panamenya, el castellà és la llengua oficial del país i tots els panamenys tenen el deure de conèixer-la i el dret a usar-la. El 2006 era la llengua materna del 93,1% dels panamenys. Altres llengües, també panamenyes, són reconegudes en el sistema educatiu en diverses comunitats on és majoritària la població indígena.
La seva condició de país de trànsit el va convertir primerencament en un punt de trobada de cultures provinents de tot el món. El país és l'escenari geogràfic del Canal de Panamà, obra que facilita la comunicació entre les costes dels oceans Atlàntic i Pacífic i que influeix significativament en el comerç mundial. Per la seva posició geogràfica actualment ofereix al món una àmplia plataforma de serveis marítims, comercials, immobiliaris i financers, entre ells la Zona Lliure de Colón, la zona franca més gran del continent i la segona del món.
Amb una població superior als tres milions d'habitants, té una posició privilegiada en diverses classificacions de creixement i desenvolupament de l'Amèrica Llatina, com l'índex de desenvolupament humà 2014, (primer lloc a l'Amèrica Central
i cinquè a l'Amèrica Llatina). El Panamà és el segon país més competitiu de l'Amèrica Llatina segons el Fòrum Econòmic Mundial i el país llatinoamericà amb major creixement econòmic.
El país està catalogat en termes absoluts, és a dir, sense tenir en compte la distribució de la riquesa, com d'ingressos econòmics mitjans-alts. A més a més, segons l'Índex de Pau Global, el Panamà és el segon país més segur de Centreamèrica, després de Costa Rica.
El gentilici del Panamà és panamenc (forma genuïna) o panameny (forma calcada del castellà).

## Toponímia

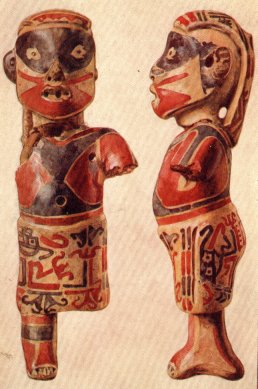
Art precolombí del Panamà.

La República de Panamà va rebre el seu nom de la ciutat de Panamà, la capital i la ciutat on es va celebrar la junta que va signar l'Acta de Separació del Panamà de Colòmbia. La paraula Panamà és d'origen amerindi, probablement de la llengua cueva, la més estesa a l'arribada dels espanyols, i dels molts significats que se l'atribueixen, el més acceptat és el d"'abundor de peixos i papallones". Panamà, probablement es pronunciava bannaba i, segons altres interpretacions, no fa referència a les papallones mateixes, sinó a llur vol, és a dir, l'altura, ja que la paraula també vol dir "allunyat".
Alguns historiadors atribueixen el nom al majestuós arbre anomenat localment panamà, de frondosa ombra i molt comuna a l'àrea, sota el qual es reunien famílies aborígens.
Pel que fa a la ciutat de Panamà, a prop del lloc de fundació de la ciutat per Pedrarias, es trobaven petits assentaments de pescadors anomenats panamà, com ho indica en una carta, la qual cosa per a alguns autors va poder ser el motiu per batejar a la ciutat amb aquest nom. Altres significats són: en llengua indígena significa "més enllà" i era el nom del cacic d'aquesta regió.
| «                                                          | Vostres Majestats sabran que Panamà és una pesquera de la costa del Mar del Sud i per ser pescadors els indis en diuen Panamà | » |
| — Carta de Pedro Arias de Ávila a Ferran el Catòlic (1516) | |   |

## Història

### Història precolombina i la conquesta

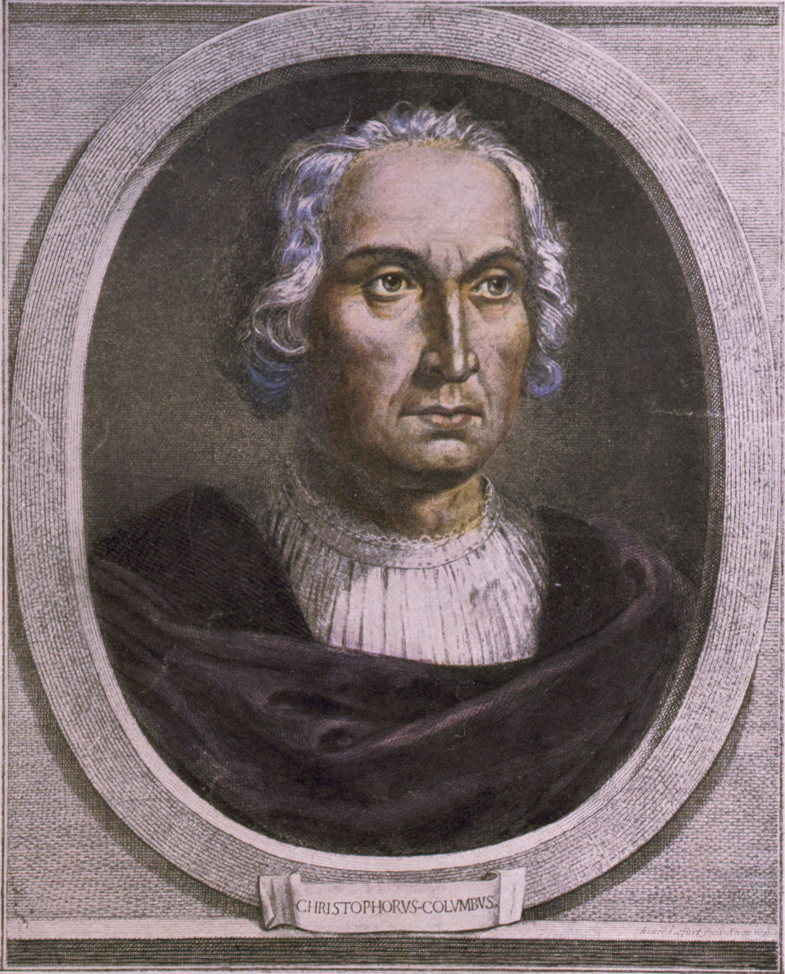
Cristòfor Colom.

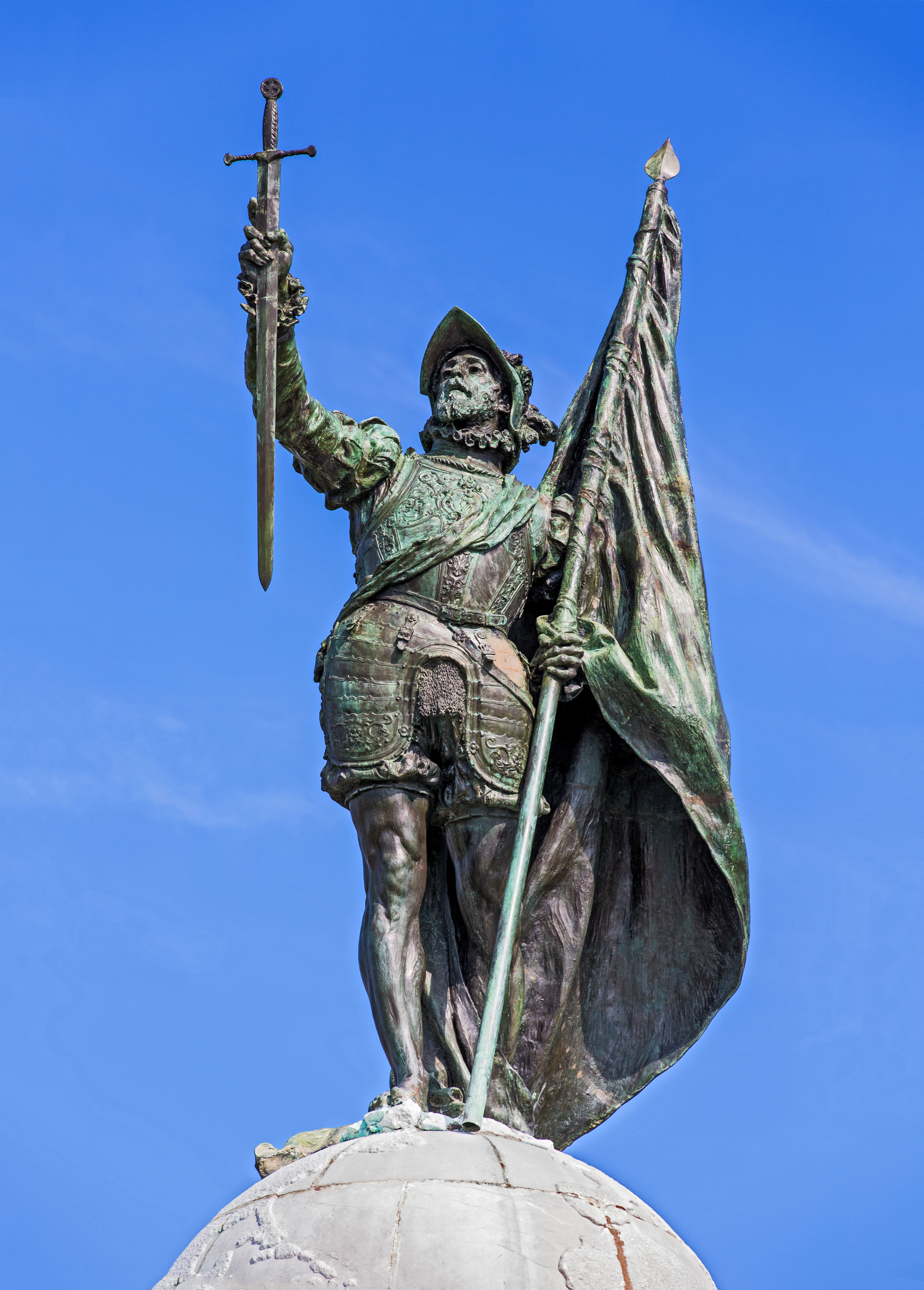
Monument a Vasco Núñez de Balboa a la ciutat de Panamà.

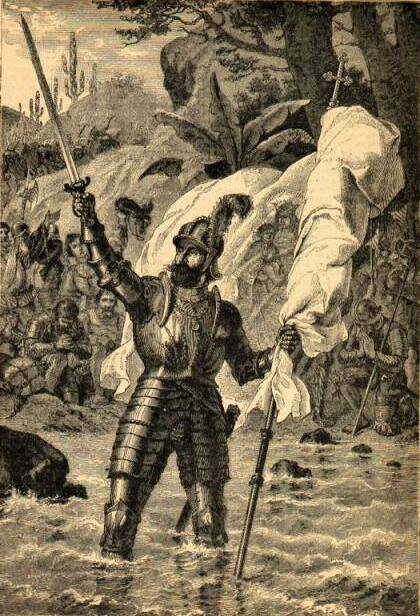
Vasco Nuñez de Balboa, reclamant el mar del Sud per a la corona espanyola.

La presència humana al Panamà data de més de 10.000 anys, descendents dels immigrants que creuaren de l'Àsia a Nord-amèrica per l'estret de Bering. Desenvoluparen l'agricultura i la població nadiua cresqué i desenvolupà una cultura avançada que produí obres de joieria i terrisseria.
El primer europeu a arribar a l'istme de Panamà i salpant de Veneçuela fou l'explorador espanyol Rodrigo de Bastidas, el 1501. Cristòfor Colom hi arribà un any després, explorà Bocas del Toro, Veragua i el riu Chagres. El 1509, Ferran el Catòlic atorgà els drets d'assentament i conquesta a l'explorador Diego de Nucuesa i a Alonso de Ojeda. La primera ciutat al continent americà fora de les illes del Carib fou Santa María de la Antigua del Darién prop del riu de Tarena, fundada el 1510, la qual es convertí en la capital dels territoris colonitzats pels espanyols. El 1513 l'explorador Vasco Núñez de Balboa encapçalà una expedició que creuà l'istme i es convertí en el primer europeu a albirar l'oceà Pacífic al qual anomenà "Mar del Sud".
Les descripcions fantàstiques de Balboa, així com les de Colom i altres exploradors, impressionaren el rei Ferran el Catòlic que batejà el territori com a Castella d'Or, i designà Pedro Arias de Ávila—Pedrarias—com a governador. Pedrarias hi arribà el juny de 1514. El 5 d'agost de 1519 Pedrarias mogué la capital de Castella d'Or amb totes les organitzacions institucionals i fundà la ciutat de Panamá. Pedrarias envià Gil González Dávila a explorar el nord, i el 1524 Francisco Hernández de Córdoba arribà a l'actual Nicaragua.
El Panamà es convertí ràpidament en un punt importat per al comerç de l'imperi Espanyol a Amèrica així com punt de partida per a l'exploració de Sud-amèrica. Originàriament el Panamà era administrat des del Virregnat del Perú fins al 1718, quan passà a formar part del Virregnat de Nova Granada, amb la capital a Bogotà. Tot i així, Panamà, en realitat era autònoma dins l'imperi.

### Independència

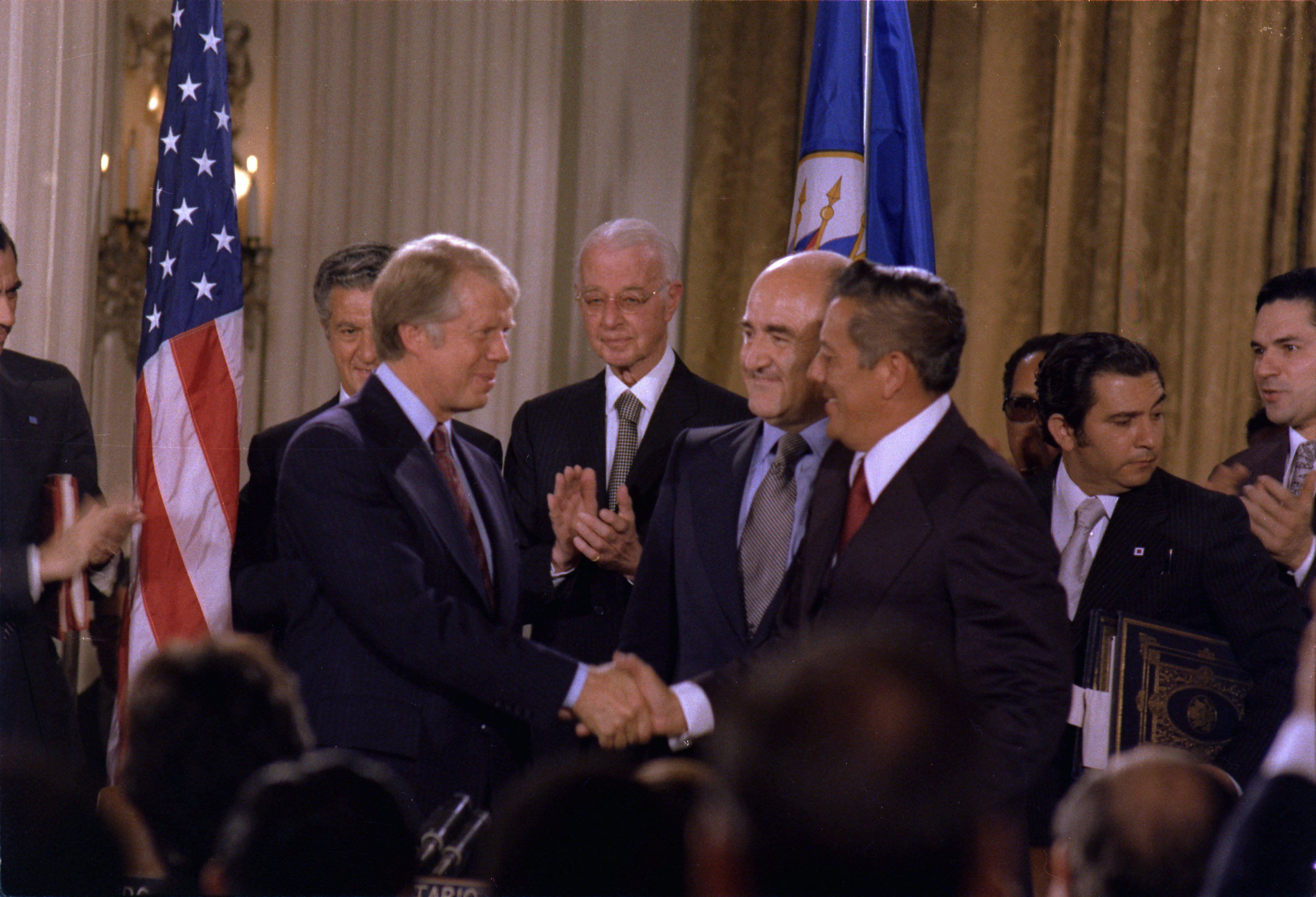
Firma dels Tractats de Torrijos-Carter.

El 10 de novembre de 1821 el Panamà declara la independència d'Espanya. El 28 de novembre es reuní una Assemblea Nacional presidida pel coronel José de Fábrega la qual declarà oficialment la independència de l'istme de Panamà i la seva decisió d'unir-se a la Nova Granada, Equador i Colòmbia, en la República de Colòmbia. El 1830, Veneçuela, Equador i altres territoris se'n separaren, però el Panamà continuà com a província de Colòmbia fins al juliol de 1831 quan l'istme reiterà la seva independència sota el comandament del general Juan Eligio Alzuru com a comandant militar suprem. L'agost del mateix any les forces militars encapçalades pel coronel Tomás Herrera derrotaren i executaren Alzuru i restabliren la unió amb Colòmbia.
El novembre de 1840 durant una guerra civil que havia començat com a conflicte religiós, l'istme declarà la seva independència sota el lideratge del general Tomás Herrera i es convertí en "Estat Lliure de l'Istme". El nou estat establí enllaços externs econòmics i polítics i elaborà una constitució que incloïa la possibilitat de reunificar-se amb Colòmbia, però només com a districte federal. El juny de 1841 Tomás Herrera es convertí en el primer president de l'Estat Lliure. Tanmateix, el conflicte civil arribà a la seva fi, i el govern de Colòmbia i el govern de l'istme negociaren la reincorporació del Panamà a la República el 31 de desembre de 1841.
La unió del Panamà i la República de Colòmbia fou feta possible amb la participació activa dels Estats Units segons el Tractat Bidlack Mallarino que finalitzà el 1903. El tractat atorgava als Estats Units el dret de construir ferrocarrils per tot el Panamà i d'intervenir-hi militarment per garantir el control colombí del Panamà. Hi hagué almenys tres intents dels liberals per prendre el control del Panamà i aconseguir la independència, tots els quals foren sufocats per les forces colombianes amb el suport nord-americà.
El 1902 el president nord-americà Theodore Roosevelt decidí reprendre les obres abandonades del canal del Panamà que havien començat els francesos, però el govern colombià s'oposà a la idea d'un canal controlat pels Estats Units segons els termes que oferia l'administració de Roosevelt. Roosevelt s'oposà a alterar els termes de l'oferiment i ràpidament canvià de tàctiques, donant suport a les demandes panamenyes d'independència i oferint-los suport militar. El 3 de novembre de 1903 el Panamà se separà de Colòmbia i el Dr. Manuel Amador Guerrero, un membre prominent del partit conservador, es convertí en el primer president constitucional de la República de Panamà. Els Estats Units, que tenien una petita base naval a l'àrea, previngueren que els reforços militars colombians arribessin al Panamà per via marítima.
El mateix mes, Phillipe Banau-Varilla un ciutadà francès que no tenia cap autorització per signar tractats per part del Panamà sense la revisió dels panamenys, signà unilateralment el Tractat Hay - Banau Varilla que atorgà els drets de construir i gestionar de manera indefinida el Canal de Panamà que fou inaugurat el 1914. Aquest tractat es convertí en un punt de conflicte entre tots dos països durant la resta del segle. El 1977 se signaren els Tractats Torrijos-Carter que retornaven els territoris de la zona del canal al Panamà. Els Estats Units controlaren el canal fins a 1999.
Els primers mandataris provaren d'aconseguir la pau i l'harmonia entre els dos partits polítics principals. El govern panameny passà per períodes d'inestabilitat política i corrupció, incloent-hi l'assassinat del seu president José Antonio Remón Cantera el 1955. El 1968 un cop d'estat destituí el govern del president electe Arnulfo Arias Madrid que havia estat elegit ja dues vegades però no havia pogut completar un mandat sencer.
Tot i que mai ocupà el càrrec de president, el general Omar Torrijos es convertí en el líder de facto del Panamà. Com a dictador militar, encapçalava la junta de govern militar i amb el temps es tornà en un líder autocràtic. Torrijos mantingué la seva posició de poder fins a la seva mort en un accident aeri el 1981. Durant el seu govern, es reescrigué la constitució i els oficials militars foren posats a càrrec de les institucions civils. Molts oponents al règim foren morts, torturats o exiliats. Torrijos, tanmateix fou una figura carismàtica atesos el seu populisme carismàtic i els diversos projectes d'infraestructura que realitzà. Després de la mort de Torrijos, altres militars el succeïren, entre els quals, el 1983, Manuel Antonio Noriega.

### La dictadura de Noriega i la invasió dels Estats Units
Noriega augmentà el nombre de soldats a l'exèrcit, al qual reanomenà com les "Forces de Defensa del Panamà" i controlà la vida política i econòmica del país. El seu mandat es caracteritzà per la corrupció, la repressió política de l'oposició, una economia turbulenta i eleccions fraudulentes. A més a més, Noriega s'implicà amb el narcotràfic internacional, i fou acusat de contraban de drogues i de blanqueig de capitals per als càrtels de la droga colombians. Tot això empitjorà les relacions amb els Estats Units.
El 1989, les eleccions presidencials foren alterades per la dictadura militar i augmentà la pressió del moviment civilista, la població panamenya i el govern nord-americà. Els candidats del moviment civilista foren torturats brutalment. Noriega donà armament a grups paramilitars irregulars per a una confrontació que ell mateix provocà. El desembre de 1989, Noriega es declarà "president vitalici". El 20 de desembre de 1989, 20.000 soldats nord-americans envaïren el Panamà per destituir Noriega. Unes poques hores abans de la invasió, Guillermo Endara, el suposat guanyador de les eleccions, fou declarat president del Panamà en una cerimònia que tingué lloc a una base militar nord-americana de la zona del canal de Panamà sense la presència de cap panameny. Durant la confusió de la invasió, Noriega fugí a la residència del nunci apostòlic. Després d'un setge de diversos dies, Noriega s'entregà als militars nord-americans.
El període anterior a la rendició i l'extradició de Noriega estigué ple de caos i inseguretat. La policia panamenya estava danyada després de la invasió, i les forces nord-americanes no prengueren aquesta posició per patrullar el país. Noriega fou enviat a Florida on fou jutjat per les autoritats nord-americanes per narcotràfic.

### Història recent
El govern d'Endara rebé un país l'economia del qual havia estat severament danyada per un embargament econòmic, amb un Banc Nacional en pèssimes condicions i amb una situació d'inseguretat. S'abolí l'exèrcit, es reformà la policia civil i es concentraren tots els esforços per a millorar la situació econòmica. Al final del seu mandat, el govern d'Endara era molt impopular i el 1994 el partit establí una nova dictadura militar. El successor d'Endara, el president Ernesto Pérez Balladares havia estat oficial durant la dictadura de Noriega. La seva administració inicià reformes neoliberals estructurals, entre les quals, la privatització dels sectors de telecomunicacions i elèctric, així com d'alguns ports i instal·lacions militars de la zona del canal.
Segons el que s'havia estipulat en els Tractats de Torrijos-Carter, els Estats Units retornaren totes les terres del canal el 31 de desembre de 1999. El Panamà inicià una costosa expansió del canal, la qual, en completar-se, permetrà el pas de vaixells molt més grans incrementant el trànsit i l'ús del canal.

## Política i govern

### Estructura de govern
La República de Panamà és un estat independent i sobirà de l'Amèrica Central. El poder públic emana del poble i s'exerceix mitjançant tres poders harmonitzats en separació, units en cooperació i limitats segons el sistema clàssic de contrapesos. Aquests poders són:
- l'òrgan executiu: format pel president de la República i els ministres d'Estat; el president és elegit per sufragi universal directe per un període de cinc anys, així com el primer i el segon vicepresidents;
- l'òrgan judicial: encarregat d'administrar justícia de forma permanent, gratuïta i expedita; constituït per la Cort Suprema de Justícia, els tribunals i els jutjats que la llei estableixi;
- l'òrgan legislatiu: constituït per una cooperació anomenada l'Assemblea Nacional (abans coneguda com a Assemblea Legislativa), la funció principal de la qual és l'expedició de lleis; l'Assemblea Nacional està conformada per setanta-un diputats elegits mitjançant una postulació partidista i votació popular directa per a ocupar el càrrec per un període de cinc anys.

### Divisió política

Divisió política del Panamà

Panamà es divideix políticament en 10 províncies i 3 comarques indígenes de nivell provincial. Les províncies, al seu torn, són integrades per 75 municipis i aquests en 620 corregiments, dels quals dos són comarques indígenes de nivell de corregiment.
Les províncies són:
- Bocas del Toro
- Coclé
- Colón
- Chiriquí
- Darién
- Herrera
- Los Santos
- Panamà
- Panamà Oest
- Veraguas

Les comarques indígenes de nivell provincial són:
- Ngöbe-Buglé
- Kuna Yala
- Emberá-Wounaan

Les comarques indígenes de nivell corregiment són:
- Kuna de Madugandí dins la província de Panamá.
- Kuna de Wargandí dins la província de Darién.

## Geografia física
La República de Panamà és una franja ístmica amb una superfície total de 75.517 km². Els punts més elevats són el volcà Barú amb 3.475 m, el puig de Fàbrega amb 3.375 m, l'Itamut amb 3.280 m i l'Echandi amb 3.163. Les illes principals són Coiba, Del Rey i Cebaco. Els llacs més extensos són Gatun amb 423,15 km² i el Bayano amb 185,43 km². El riu més important del territori atès el seu impacte en l'economia és el Chagres, vital per al funcionament del canal de Panamà.
El Panamà forma un pont natural que uneix els subcontinents nord-americà i sud-americà. La característica dominant de la topografia del país és la serralada central que forma la divisió continental. Aquesta divisió no forma pas part de les grans serralades de Nord-amèrica i només prop de la frontera de Colòmbia les serralades es relacionen amb el sistema dels Andes de Sud-amèrica. La serralada que divideix el país és la Serralada de Talamanca prop de la frontera de Costa Rica. Més a l'est es converteix en la Serrania de Bascará i la porció propera al canal sovint s'anomena en la Serralada de Veraguas; en el seu conjunt totes les serralades es coneixen com la "Serralada Central".
El Panamà es troba en la regió tropical i un terç de la seva superfície està coberta de boscos tropicals, mentre que la resta s'ha convertit en territori per al conreu i la ramaderia en la regió semiàrida de la península d'Azuero. El clima del país és càlid i humit, però moderat pels oceans.

### Relleu
La major part del territori panameny està format per terres baixes (un 89%). A aquest grup pertanyen; les terres baixes i planes del sud, els pujols i planes de l'Istme Central, les depressions orientals, les terres baixes i les planes del nord. Aquestes terres estan constituïdes per roques ígnies, metamòrfiques i sedimentàries. El 10% són terres altes. La major part de la població panamenya habita en terra calenta baixa. A aquest grup pertanyen: Volcà Barú, la Serralada Central, l'Arc Oriental del Nord, l'Arc Oriental del Sud, Massissos i Cadenes Volcàniques del Sud.

### Costa

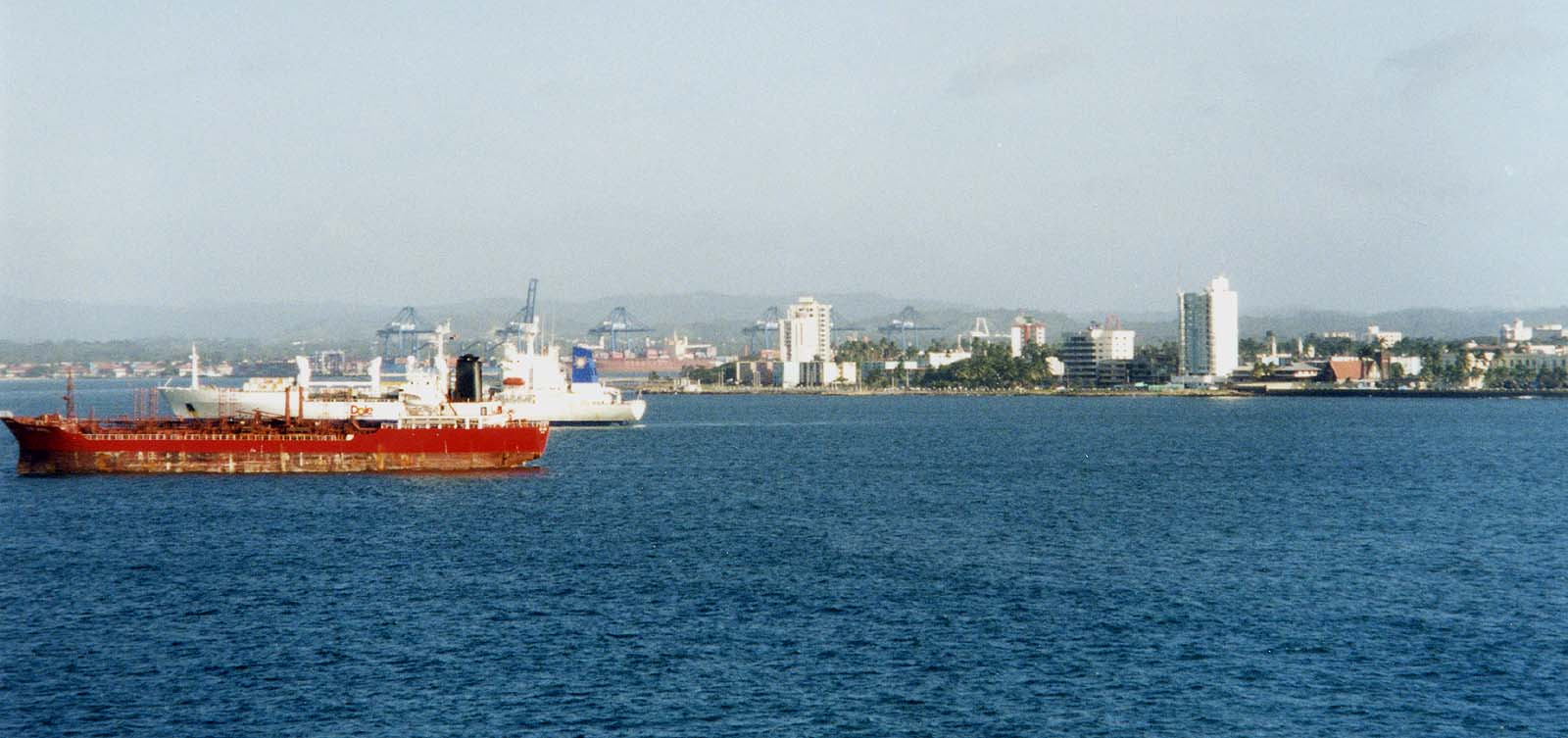
Puerto Colón, el Panamà.

El Panamà compta amb costes tant a l'oceà Atlàntic com al Pacífic.
Les aigües costaneres del Pacífic són extraordinàriament baixes. Les profunditats són de 180 metres aconseguides solament fora dels perímetres tant del golf de Panamà com del golf de Chiriquí, i amplis pisos de fang que s'estenen fins a 70 quilòmetres cap al mar de les línies de la costa. Com una conseqüència, la gamma de marea és extrema. Una variació d'aproximadament 70 centímetres entre l'alta marea baixa i sobre els contrastos de costa del Carib bruscament amb més de 700 centímetres sobre la costa Pacífica, i aproximadament 130 quilòmetres damunt del Riu Tuira la gamma és encara més de 500 centímetres.

### Clima

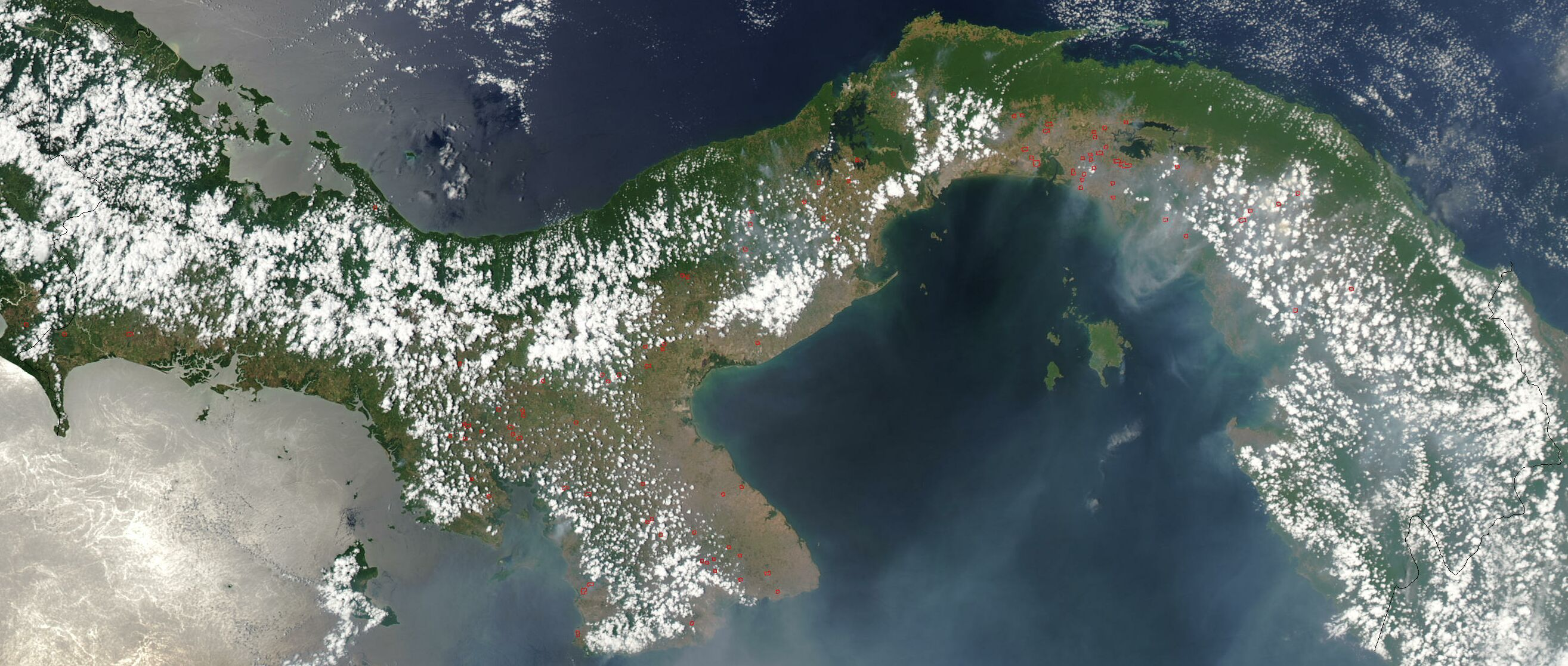
Imatge satel·litària del Panamà en el 2003.

En general té un clima tropical, molt calorós durant tot l'any en les costes i terres baixes, modificant-se cap a l'interior a mesura que es guanya altitud, sent les temperatures agradablement fresques cap als 1000 msnm i fredes per sobre de 2000 msnm. Les precipitacions són en general altes, amb diferències entre el vessant del Carib (3000mm/any de mitjana) on pràcticament no existeix estació seca, i el vessant del Pacífic, que presenta una estació seca molt marcada de desembre a març (1500 mm/any de mitjana). Certes condicions locals d'exposició, corrents oceànics, direcció dels vents i ubicació a sobrevent o sotavent, fan variar el patró de precipitació en algunes localitats del país, indistintament de la seva ubicació en algun vessant, per exemple, en alguns punts de la península d'Azuero, en el Pacífic, la precipitació és inferior a 900 mm/any i a la ciutat de Panamà i l'illa de Coiba, també en el Pacífic, supera els 2000 mm/any. A les muntanyes de l'interior les precipitacions són molt altes, registrant-se valors superiors a 5000 mm/any.
Els huracans no constitueixen una amenaça per al país per trobar-se al Sud de la seva zona d'influència (sobre els 10º de Latitud Nord).

### Flora i Fauna
És el país més meridional de la regió, és també un dels més biodiversos. Per la seva proximitat a l'Amèrica del Sud, alberga diverses espècies sud-americanes com el poncho o capibara (el rosegador més gran del món), l'ós d'antifaç i la guacamaya blava i groga (Llaura ararauna). Aquesta causa fa que el Panamà posseeixi una major biodiversitat que altres països de la regió, com El Salvador o Belize, i un nombre més gran d'espècies en alguns gèneres. És el primer país de la regió en peixos (1.497, les veïnes Costa Rica i Nicaragua alberguen 1.254 i 1.176 espècies respectivament), en aus (957 espècies) i en mamífers (229 espècies, incloent el major nombre de primats de la regió) amb notables endemismes com el mico aullador de Coiba (Alouatta coibensis), l'agutí o ñeque de l'illa de Coiba (Dasyprocta coibae) o el mandrós pigmeu de l'illa Escudo de Veraguas (Bradypus pygmaeus). Posseeix 10.115 espècies de plantes, 229 espècies de rèptils i 179 espècies d'amfibis.
Segons l'Índex d'Actuació Mediambiental (EPI), el Panamà és un dels països que presenten un adequat control de la contaminació ambiental.

## Economia

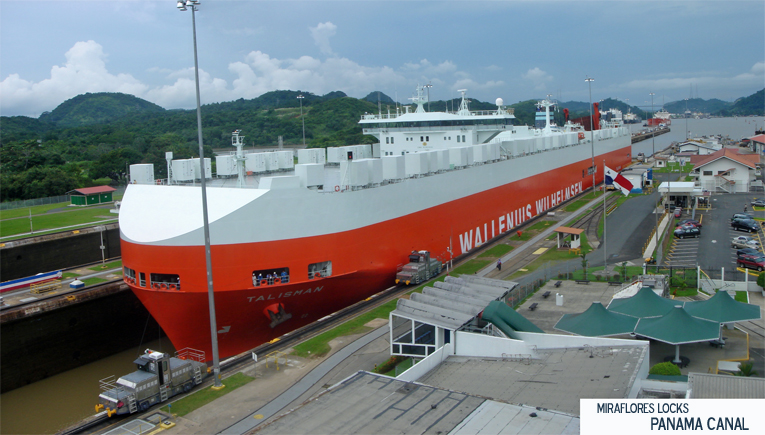
Vaixell al Canal de Panamà

Article principal: Economia del Panamà.
El Panamà té una economia dolaritzada en què el sector serveis és molt desenvolupat i representa el 80% del seu Producte interior brut. Durant els últims anys, l'economia panamenya ha experimentat un extraordinari creixement econòmic, amb una taxa anual mitjana de creixement del 7,5% entre el 2004 i el 2006, fent-la una de les economies de major creixement de l'Amèrica Llatina. S'espera, a més a més, que l'economia continuï en creixement amb l'expansió del Canal de Panamà, que va començar el 2007 i que culminarà el 2014. El nivell de pobresa s'ha reduït al 29% el 2008, tot i que la distribució de la riquesa és una de les més desiguals de Llatinoamèrica. el Panamà no pertany al Tractat de Lliure Comerç d'Amèrica Central, però va signar un tractat independent amb els Estats Units el 2006 que encara no s'ha implementat.
Segons el rànquing mundial de competitivitat del Fòrum Econòmic Mundial, el Panamà és, després de Xile, l'economia més competitiva, i consolida la seva posició com la màxima d'Amèrica Central. A part, segons dades del Banc Mundial, el Panamà té el PIB per capita més alt de la regió centroamericana, sent aproximadament de 16.329,39 $PPA el 2013, superant el PIB per capita de països com Mèxic, Veneçuela, Brasil i Perú.
Segons diversos organismes financers l'economia panamenya és considerada d'ingressos mitjans-alts.
El model econòmic liberal, imposat durant la dècada de 1990, ha permès al país ser dels més globalitzats de l'Amèrica Llatina durant diversos anys. És una economia totalment dolaritzada i sense banc central. La política econòmica del Panamà es basa en el sector terciari, sent un dels països més precoços a utilitzar aquesta política. Aquest sector representa el 80% del seu producte intern brut, no obstant això ha existit un augment significatiu del sector industrial i de construcció.
La seva moneda oficial és el Balboa, el qual és equivalent al dòlar nord-americà que circula legalment en tot el seu territori des de (1904).

### Turisme
El turisme representa una de les principals activitats del país. Les principals àrees del turisme al Panamà se centren en el turisme de negocis, platges i comerç.
La major part dels turistes provenen dels Estats Units d'Amèrica, Canadà, Europa, Amèrica Central i Amèrica del Sud.
Anualment el turisme genera guanys aproximats de 1.400 milions d'USD.
El Panamà va rebre l'any 2013 prop d'1.527.228 turistes a l'aeroport de Tocumen. Al Panamà un turista, de mitjana, gasta entre 365-385 USD per dia, sent la despesa turística més elevat de l'Amèrica Central, mentre que la mitjana de l'estada turística al Panamà oscil·la entre 6 i 7 dies.
Durant l'any 2011 el Panamà va rebre més de 2 milions de turistes, amb un creixement del 18% pel que fa al 2010. La revista New York Times va col·locar al Panamà com el millor lloc per visitar durant el 2012, ja que aquest país viu un gran moment econòmic, després d'haver recuperat fa 12 anys el control del Canal. Per al diari el segell distintiu del país és la via interoceànica i la seva ampliació, que ha de finalitzar en el 2014, sota una inversió de milers de milions de dòlars.
També destaquen la construcció del Waldorf Astoria Panama, el primer hotel Waldorf Astoria a l'Amèrica Llatina, que va obrir al març de 2013; el Trump Ocean Club, que va ser inaugurat en el 2010, i el BioMuseo, un centre d'història natural que s'espera que obri les seves portes a principis de 2013, així com el Casc Antic de la ciutat, declarat per la UNESCO Patrimoni de la Humanitat el 1997, i l'arxipèlag de Bocas del Toro, que s'ha convertit en una parada popular de turistes.

## Geografia humana i societat

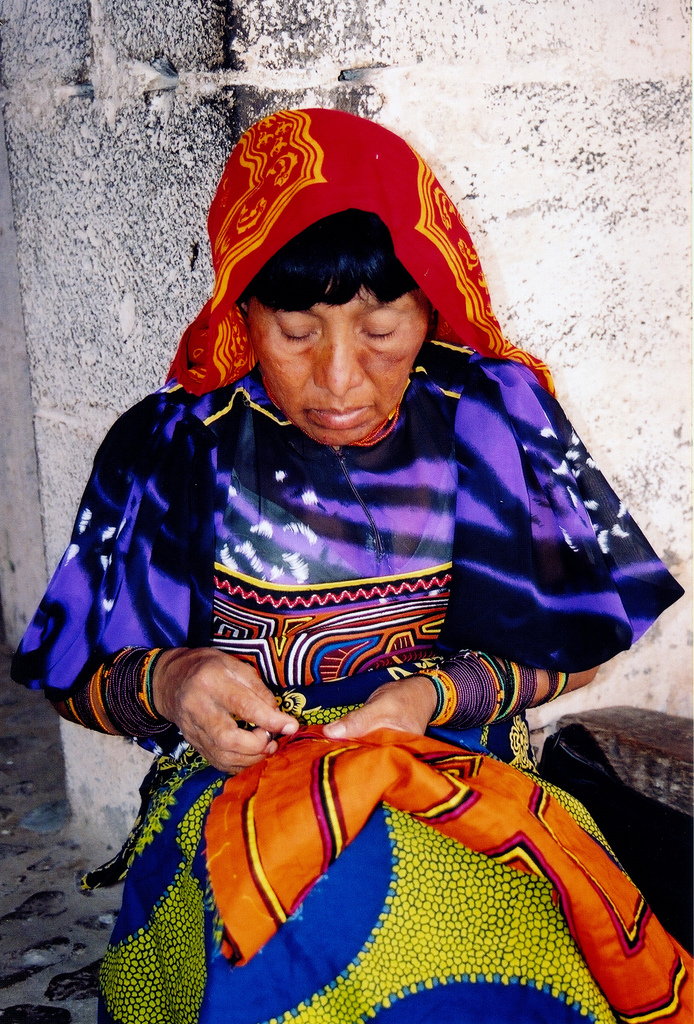
Els kuna són una de les ètnies ameríndies del Panamà

El 2008 el Panamà tenia 3,45 milions d'habitants. La majoria de la població, el 68% és mestissa, el 7% són negres, el 6% és ameríndia o originaris de les illes del Carib o d'ambdues ascendències i el 18% és d'ascendència europea. La població ameríndia inclou set grups indígenes: els emberá, els wounaan, els guayamí, els buglé, els kuna, els naso i els bribri. Més de la meitat de la població viu a la capital, la ciutat de Panamà i la seva àrea metropolitana. El país és el menys poblat de tots els països castellanoparlants.
La cultura i els costums són principalment caribenys i espanyols. El castellà és la llengua oficial i més important. Al voltant del 40% de la població parla el crioll, la majoria a la ciutat de Panamà i les illes de la costa del nord-est. L'anglès es parla extensament a la costa i als àmbits professionals i de negocis.

## Religió

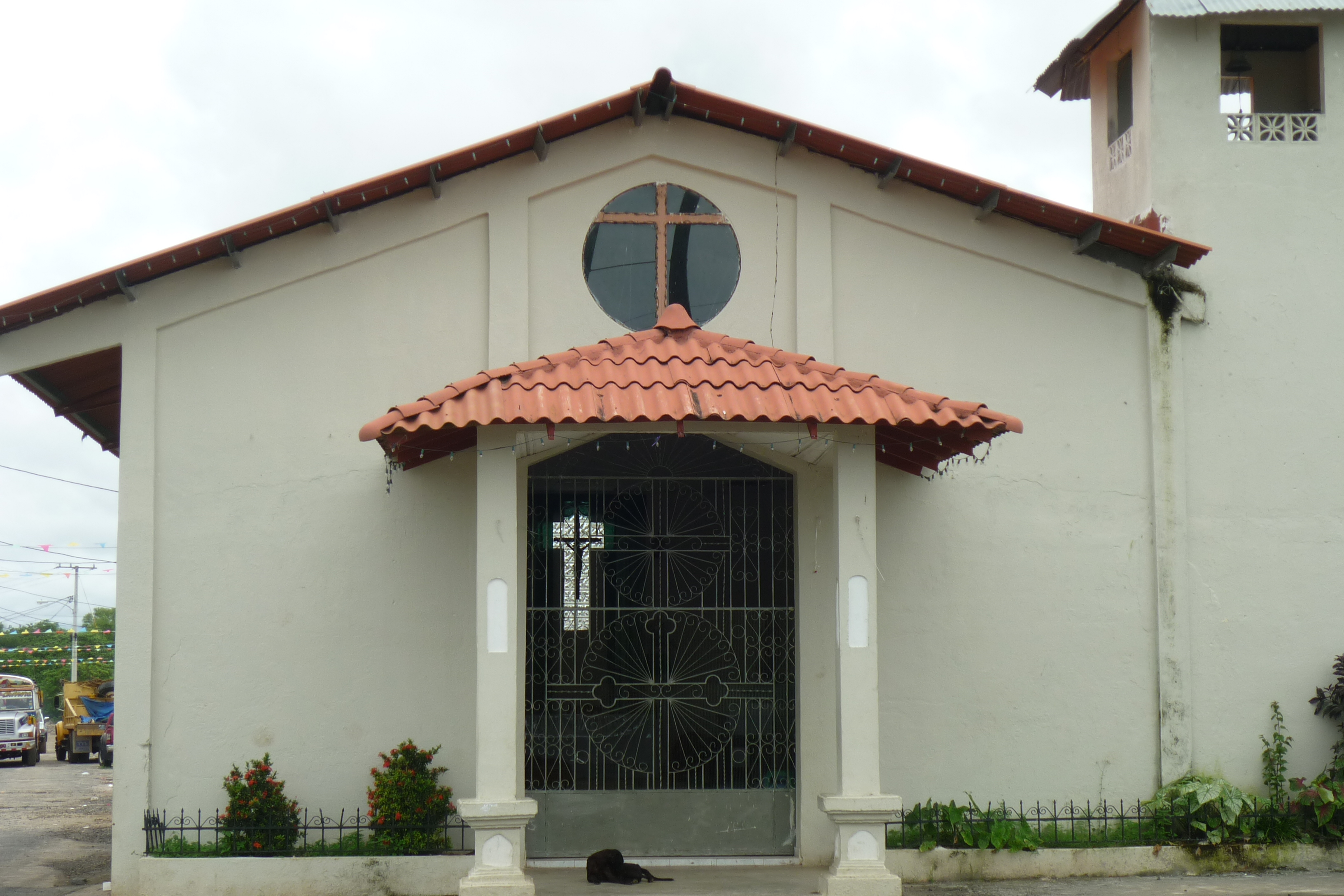
Església catòlica situada a la població costanera de Puerto Caimito, tipus d'església comuna a l'interior del Panamà

Per la seva diversitat cultural, al país es practica una àmplia gamma de religions, no obstant això des d'aproximadament 30 anys no es coneix amb exacta precisió la quantitat dels assidus a cada grup a causa que la Contraloría General de la República de Panamà ha obviat preguntar en els tres últims censos, és a dir en 30 anys, la religió que professa cada habitant del país.
Les xifres que es manegen fins ara indiquen que la religió catòlic romana és la que predomina, seguida de grups en franc creixement com els cristians evangèlics i d'altres variants succeïdes del cristianisme com són els adventistes, testimonis de Jehovà i mormons.
Malgrat no haver-se fet en els censos, diverses enquestes a nivell nacional, han tractat el tema de la religió. Segons una enquesta duta a terme al juny del 2004 es reflecteixen les següents dades:
- Catòlics: 79,1%
- Protestants: 10,8%
- Jueus: 1,0%
- Musulmans: 1,0%
- No en professa cap o no va respondre: 3,0%

És comú trobar religions orientals com el judaisme, el budisme, l'hinduisme, l'islam, la fe Bahá'í, entre d'altres.
La Constitució Nacional estableix "és lliure la professió de totes les religions així com l'exercici de tots els cultes, sense una altra limitació que el respecte a la moral cristiana i l'ordre públic"

## Cultura

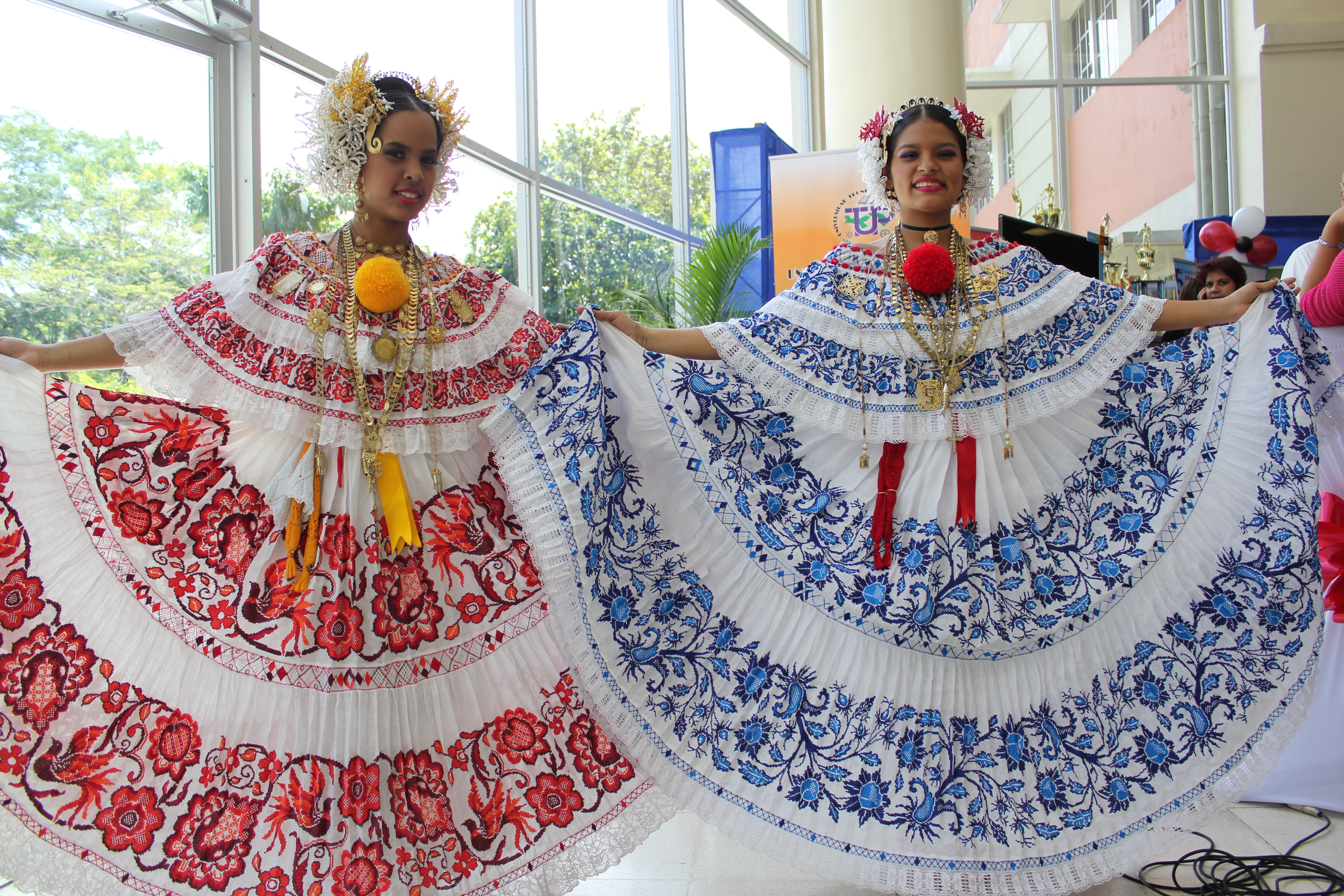
Joves amb polleras panamenyes.

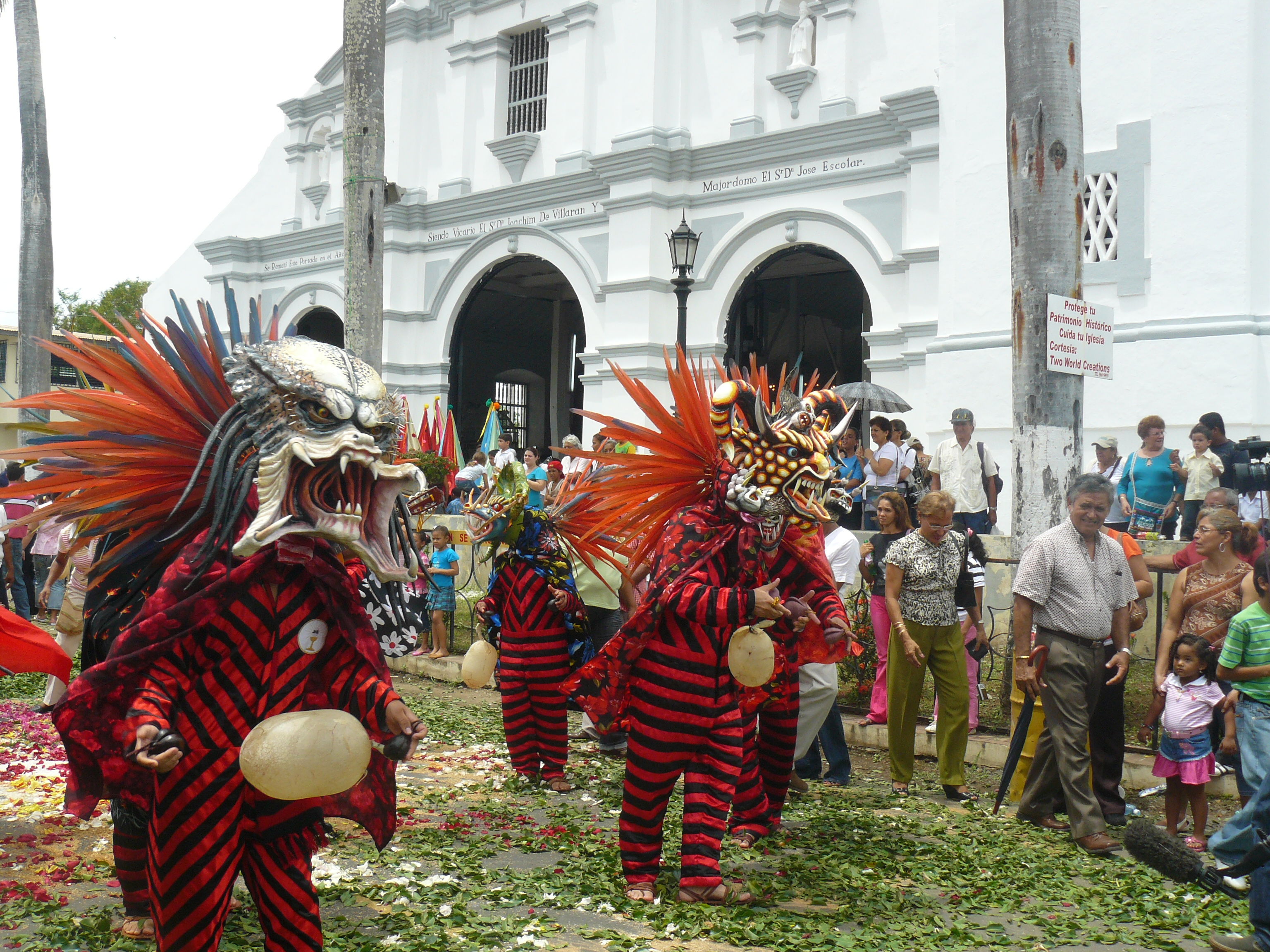
Diablicos bruts en la celebració del Corpus Christi.

Al Panamà existeixen set cultures indígenes que practiquen costums ancestrals. També hi ha museus i jaciments arqueològics i tres ciutats històriques colonials amb fortaleses, esglésies i convents que daten del segle xvi al XIX.
El folklore és ric i variat a cada regió i està representat pel vestit típic la Pollera, així com pel menjar i els plats tradicionals, la música i el ball.
Els carnestoltes són una de les festes principals de Panamà.
Art i costums populars tenen un escenari de trobada en les famoses fires i festivals azuerenses. Entre els més famosos hi ha la celebració del Corpus Christi, una de les principals festes del folklore panameny.

## Esports
El beisbol és l'esport més practicat i denominat com l'"esport nacional", és molt seguit en tot el país, assortint de bastants jugadors a la Major League Baseball nord-americana. El bàsquet té també una gran popularitat, sobretot a les ciutats de Panamà i Colón. La boxa és una altra de les disciplines més practicades en tot el territori, i una de les més grans llegendes panamenyes en aquest esport és el mundialment conegut Roberto Durán. El futbol, que fins fa alguns anys era un esport minoritari, creix força, sobretot gràcies als èxits de jugadors com Rommel Fernández i Julio César Dely Valdés, que van jugar en el futbol europeu. L'atletisme és una altra modalitat molt popular a la ciutat de Panamà i a la província de Colón. El medallista d'or olímpic a Pequín 2008 és nadiu d'aquesta província: Irving Saladino, un dels millors saltadors de llargada del món.
L'estadi nacional del país va adoptar el nom de Rommel Fernández, que va morir el 1993 víctima d'un accident de trànsit mentre jugava en el futbol espanyol.